# Wodan Heerst
Wodan Heerst – pierwszy minialbum muzyczny holenderskiej, folk/viking metalowej grupy muzycznej Heidevolk. Wydaniem albumu zajął się zespół na własny koszt, jednak wszystkie utwory w roku 2008 trafiły na reedycję albumu De Strijdlust is Geboren, wydaną przez wytwórnię płytową Napalm Records. Album ma czternaście minut i dwadzieścia osiem sekund długości. Tytułowy utwór Wodan Heerst został w 2008 roku umieszczony na albumie Walhalla Wacht, jednak wersja ta jest nieco odmienna od wersji z minialbumu.
Album nagrany został w Tonmeisterei Studio (Oldenburg, Niemcy), a następnie zmiksowany przez Nico van Montforta. Obraz Wodana na okładce jest autorstwa Michaela L. Petersa, a projektowaniem szaty graficznej zajął się Klaesch Lageveen.
Nazwa albumu po przełożeniu na język polski oznacza Wodan Rządzi.

## Lista utworów
Na albumie pojawiły się następujące utwory:
1. „Wodan Heerst” (muz.:Heidevolk, sł.:Sebas Bloeddorst i Joris Boghtdrincker) – 7:57
2. „Het Bier Zal Weer Vloeien” (wersja ze skrzypcami) (muz.:Heidevolk, sł.:Sebas Bloeddorst i Joris Boghtdrincker) – 2:48
3. „Vulgaris Magistralis” (Normaal cover) (muz. i sł.:Normaal) – 3:43

## Twórcy
W tworzeniu utworów na albumie udział wzięli:
- Sebas Bloeddorst – gitara elektryczna
- Joris Boghtdrincker – wokal
- Reamon Bomenbreker – gitara elektryczna
- Rowan Roodbaert – gitara basowa
- Stefanie Speervrouw – skrzypce
- Mark Splintervuyscht – wokal
- Joost Vellenknotscher – perkusja